# 響片訓練

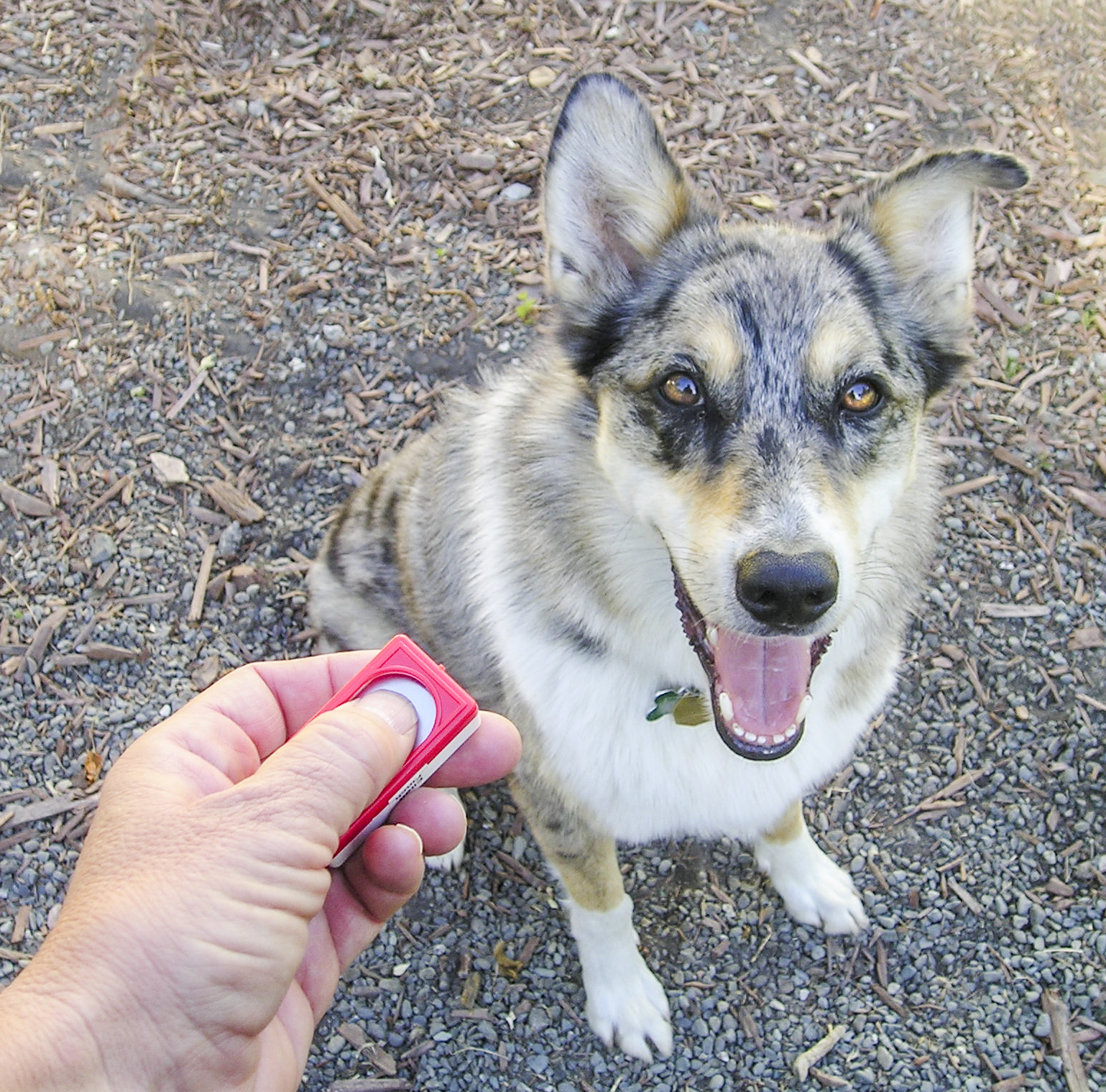
一隻正在接受響片訓練的狗。

響片訓練是一種訓練動物的方式，它使用制約增強的方法來「表示」（標記）動物當下正在做的行為是正確的。響片訓練原本用在不適合傳統服從訓練的動物身上，如海豚和鴿子。由於動物訓練者使用這個小型會發出聲音被稱作「響片」的東西來做訓練，所以儘管它使用的是操作制約的方式，但人们還是使用「響片訓練」這個名詞。響片訓練普遍運用於犬隻訓練中，且同样被成功運用在其他馴化動物和野生動物身上。

## 共同創立者
美國行為學家B·F·史金納（Burrhus Frederic Skinner）是第一位定義和描述操作制約原理的學者，而史金納的兩位學生瑪蕊安·卜利廉同凱勒·卜利廉夫婦兩人觀察出將之應用在動物訓練的可能性，並發展出如今为人们所熟知的正增強方式和塑型法。
其發展開始於二次大戰的鴿子計畫，卜利廉夫婦開辦了一間公司名為「動物行為企業」。 他們在海軍和公開展覽中舉辦了第一次海上哺乳動物訓練計畫，並首創鳥兒自由飛翔秀，舉辦商業動物展覽，其內容包括乳豬競賽和雞隻玩圈叉遊戲等，可說是一整個「IQ動物園」。
1965年凱勒過世後，瑪蕊安嫁給首位參予研究海軍海豚科學專家貝里·鮑伯。 在海洋中，海豚可以找到離訓練者好幾哩以外的目標物。帶著相機的貓可以沿著城市行走進入建築物，載著相機藉由雷射光導向的渡鴉或其他鳥類可以飛到某座某摩天樓的特定窗戶並且照攝裡面的人。海鷗——大自然的海洋搜尋專家，可以找到並且回報救生艇和遠離岸邊的游泳者。

## 優點
訓練動物的挑戰之一，就是要跟動物溝通如何讓牠們準確地知道所發生的行為正是訓練者嘗試要去加強的。舉一個簡單的例子，訓練狗兒退後，正當狗兒要往後移動的同時訓練者馬上就要讓狗兒知道牠目前所做的事是正確的。
然而，以往傳統的口頭鼓勵方式「乖狗兒！」會花掉太多時間，在稱讚的同時狗兒可能已經繼續其他的行為了。而當狗兒了解牠正在被獎勵時，這行為可能又重複了一次或甚至是坐下和搔癢。另外，不精準的時間點和訓練者音調所傳達的訊息也會讓實際接受的訊號意思因而有所不同。在同一段訓練時間當中，訓練者的聲音、發音、音調、音量和重音可能都會有所改變，這會使訓練進度減慢，因為動物必須要去理解某些變化（例如訓練者的音量或是熱忱）是不重要的，而某些變化卻是需要去注意的（例如「好乖」或「不對」）。
制約加強法可以解決這些問題，它使用的可以是任何一種動物可以察覺的訊號，只要這訊號是簡短（避免不準確的時間點）而且是一致的（避免動物對訊號的變換產生混淆）。通常都是用響片或是信號器這種壓下和放掉時會發出「喀喀」的小型金屬片來訓練狗或馬，至於海豚，在制約加強法當中通常是使用口哨。然而並非都是使用聲音來操作制約加強法，我們使用手電筒快速閃光來取代響片訓練金魚，使用會震動的項圈來訓練耳聾的狗兒。

## 操作問題
響片訓練當中有幾點常見的問題，依賴使用響片給狗兒訊號便是其中之一，響片主要是使用在教導新的行為，或是給予穩定的音調獎勵，等過了這個階段以後響片便不需要了（或是不用依賴）。 有時候狗兒發生期望中的行為時響片正好不在手邊，這時候仍然可以用其他的「喀喀」聲來代替，儘管獎勵效果不如響片，但當下發生的行為仍然還是需要被標記。
另一個會遇到的問題是，當團體上課時狗兒會無法辨別哪一個響片發出來的聲音是屬於牠的，然而每年有上百個響片團體課程在舉辦，這證明了此憂慮是多餘的。 在某些情況當中響片音量可能不夠大聲，例如狗兒離開操作者去做狩獵或拾回動作，也有些狗兒對於聲音敏感或是害怕響片。針對這類狀況可以轉換標記工具來解決問題，像是操作者在做遠距離訓練時可以使用口哨來代替，對聲音敏感的狗兒可以使用原子筆蓋或是訂書機取代。同樣地，當響片訓練已經進行後，也可以使用這技巧來解決很多上述提到的問題。

## 操作方法
響片訓練第一步是讓狗兒知道響片聲音代表牠們將會得到獎勵。為了這麼做，訓練者會先將響片「充電」或是「裝滿料」。當訓練者按下響片後，立即地或同時地給予動物獎勵，這獎勵通常是少見的、美味的零食，大小必須是可以小到可以一口立即吃掉。(有些訓練者會用動物最喜愛的玩具來代替零食，然而這個作法會干擾要對動物這加強物保持高度興趣的主要目的。）在每段訓練時間內最多重複二十次。
有些動物比較快知道這個聯結，例如狗兒，通常在可以在一段訓練時間內約五到十次的重複就會知道響片和獎勵的聯結。在訓練進行當中，可以藉由測試等待狗兒的注意力在其他地方時按下響片得知牠們是否將響片和獎勵做連結，若狗兒立即看訓練者並期待獎勵代表狗兒已經知道。
之後便可以使用響片來標記訓練者期望發生的行為。在動物發生期望中的行為同時訓練者按下響片並立即給予獎勵。響片訓練重點在於訓練者時間點的掌握，若按下響片的時間稍微太早或太遲都可能會加強到按下當時正在發生的行為。另一重點是如何製造機會讓動物可以頻繁地贏得獎勵，通常專業的狗兒訓練者按下響片和給予獎勵的頻率為兩到三秒一次。最後就算是要完成的目標很簡單也必須要把它切割成更小範圍，或是從最容易達到標準開始慢慢往前推進。

## 例子
當狗兒要學習如何去碰觸特定目標物時，大部分一開始期望的行為都是從鼻子碰觸開始，像是用鼻子碰觸一小片塑膠，而這訓練可以轉換成實用的任務或是有趣的把戲，像是開關燈或是想到戶外的時候搖鈴噹。
訓練鼻子碰觸的方法從讓狗兒用鼻子去碰觸目標物開始，有些訓練者使用引導法，例如將花生奶油醬輕塗在小碟子或是塑膠目標物上，而有的訓練者偏愛使用雕塑法，也就是將目標物放在容易碰觸的地方，像是手握著放在訓練者和狗兒中間，當狗兒一往目標物靠近或真正碰觸就給予獎勵。
當狗兒可以不斷地碰觸目標物後，訓練者就可以將獎勵食物去除並變換目標物位置。 最後訓練者可以將此行為轉換成搖鈴噹，舉例來說，把鈴鐺放在目標物前面，每次狗兒都必須要先碰觸鈴鐺才會碰觸到目標物，這時候獎勵每次碰觸到鈴鐺的行為。當狗兒可以確實碰觸鈴噹後，訓練者加入開門的動作來當作獎勵狗兒每次碰觸鈴噹的行為。
訓練馬兒的標的物法： 對馬兒來說，通常不用先將響片「充電」或是「裝滿料」，因為對馬兒來說最好的方法就是清楚的標記讓馬兒不要期待「尚未獲得」的零食。

## 延伸閱讀
- Karen Pryor。黃薇菁譯。《別斃了那隻狗！》（Don't Shoot The Dog !）。商周出版，ISBN 9789861248615。

## 外部連結
- 動物的事‧響片訓練(中文文章)
- 更多關於使用響片訓練你的狗或幼犬文章
- 狗兒響片訓練文章 （页面存档备份，存于）─詳細資訊關於響片訓練和教導服從指令的方法
- 響片訓練歷史─凱倫‧布萊爾在行為解析協會的發表文章 （页面存档备份，存于）
- 影片：介紹響片訓練狗兒
- 影片：如何用響片教導貓咪操作電燈開關 （页面存档备份，存于）
- 七個影片關於主人如何使用響片教導他的狗兒 （页面存档备份，存于）
- 犬類影片節 （页面存档备份，存于）響片訓練影片關於競賽參予
- 美國響片訓練─關於響片訓練的影片和文章 （页面存档备份，存于）